# Lucros cessantes
Lucros cessantes são prejuízos causados pela interrupção de qualquer das atividades de uma empresa ou de um profissional liberal, no qual o objeto de suas atividades é o lucro. Exemplos de lucros cessantes são: não vender um produto por falta no estoque; uma máquina que para e deixa de produzir; um acidente de trânsito que tira ônibus ou táxis de circulação; um advogado que tem seu voo trocado e perde a hora de uma audiência, etc.
Também pode ser entendido por situação análoga, o rendimento salarial que a vítima deixa de ganhar devido à ocorrência do dano. Difere-se apenas o termo, mas o prejuízo é o mesmo. Assim, o salário não ganho dos dias em que uma diarista deixa de se apresentar aos serviços devido a um acidente, pode ser considerado como lucro cessante.
A prova de inatividade pessoal, por internação hospitalar, ou a prova de que o veículo esteve parado em oficina por determinado tempo são provas suficientes da cessação do lucro, tendo em vista que os danos materiais e morais não abrangem apenas os prejuízos causados, mas tudo o que se deixou de lucrar por causa de determinado acidente ou ato lesivo, não importando o dolo (exigível apenas no direito penal).
O denominado lucro cessante é também uma espécie de dano, que consiste na privação de um aumento patrimonial esperado. Por exemplo, um agricultor não poder comparecer a um leilão da Receita Federal-DF, em que havia se habilitado para a compra de uma grande fazenda, em que o preço do bem imóvel estava bastante inferior ao preço de mercado.
Ou seja, trata-se do lucro, da renda ou do aumento do patrimônio, frustrados por um atraso, motivado por acidente ou ato lesivo contra pessoa física ou jurídica.

## Legislação brasileira
Os lucros cessantes são regulados no Brasil pelo Código Civil como Perdas e Danos oriundas do Inadimplemento das Obrigações.

### Extensão dos danos de lucros cessantes
Se um veículo desgovernado invade uma loja, causando sério dano ao ambiente, impossibilitando seu funcionamento por determinado número de meses, além dos danos diretamente causados ao ambiente comercial (porta, vitrine, roupas, etc.), o responsável pelo dano, deverá responder também pelos lucros cessantes que devem abranger todo o tempo em que a loja esteve parada.
Segundo o Art. 944 do Código Civil Brasileiro (CC), a indenização mede-se pela extensão do dano. Desta maneira, não basta a simples apreciação do lucro líquido médio para se chegar ao dano. Uma empresa que para funcionar devido a um dano causado por outrem, deve arcar com salários, aluguéis, publicidade, e outras coisas, durante a devida paralisação, e parte do lucro bruto que arcava com essas obrigações, deverá ser sanada com a indenização dos lucros cessantes.
Além disso, para uma empresa, lucro líquido é aquele obtido após o pagamento de todas a suas obrigações, inclusive as obrigações tributárias e previdenciárias. Desta maneira, deve-se incluir no lucro cessante, não só as obrigações trabalhistas, mas o que a empresa pagaria de direito previdenciário e o quantificado em imposto de renda sobre a média dos lucros. Lógico que a quantificação depende de cada situação, pois um motorista de táxi não possui empregados, mas pode pagar o aluguel do veículo ou do alvará, além do imposto de renda.
A razoabilidade do lucro cessante se limita pela média dos períodos sazonais. Digamos que a empresa deixou de funcionar justamente nos meses de novembro a Janeiro. Assim, num país onde a inflação é baixa como no Brasil, a média dos três últimos períodos natalinos poderão dizer se as vendas estavam crescentes ou decrescentes para aquela empresa. É pela média crescente ou decrescente que calculamos como poderia ser o lucro cessante, não importando se para o resto do comércio as vendas estavam em ascensão ou queda, porque é a expectativa de lucro que movimenta os investimentos de cada empresa.
Dependendo do dolo ou da culpa, o juiz pode reduzir a indenização, segundo inteligência do Parágrafo Único do Art. 944 do CC. Desta maneira, se o veículo que invadiu a citada loja, estava sendo governado por uma pessoa em sã estado de consciência, e houve uma falha mecânica (pneu furou), causando o acidente, houve culpa sem dolo, e poderá o juiz minorar ao máximo a indenização, e acordar a divisão desta dívida no máximo possível de parcelas, para que esta indenização caiba no perfil econômico do devedor. Mas se o carro foi dirigido por uma pessoa embriagada, este responderá por seu dolo, devendo arcar com o dano em toda a sua extensão.